# Krasnaruczcza
Krasnaruczcza (biał. Краснаручча, ros. Красноручье) – przystanek kolejowy w pobliżu miejscowości Rudodzima i Bascienawiczy, w rejonie mścisławskim, w obwodzie mohylewskim, na Białorusi. Położony jest na linii Orsza - Krzyczew - Uniecza.